# Tahkuranna
Tahkuranna (německy Tackerort) je vesnice v estonském kraji Pärnumaa, samosprávně patřící do obce Häädemeeste.

## Slavní rodáci
- Konstantin Päts, estonský prezident